# Ndjadi Kingombe
A. Diongo-Njadi M. Kingombe, detto Ndjadi (Høje-Taastrup, 12 febbraio 1976), è un ex cestista danese.